# Thép silic
Thép silic còn có tên gọi khác là tôn silic, thép kỹ thuật điện, thép điện từ, là thép chuyên dụng có tính năng từ tính cao, có tính trễ từ thấp và tính thấm từ rất cao.
Thép silic thuộc loại hợp kim từ mềm (phân biệt với hợp kim từ cứng dùng chế tạo các nam châm vĩnh cửu)

## Thành phần
- Hàm lượng cacbon giới hạn ở mức 0,01÷0,1%.
- Các tạp chất đủ nhỏ để đảm bảo tổ chức ferit.
- Nguyên tố hợp kim chủ yếu: Silic (là nguyên tố mở rộng vùng α), khi hoà tan vào ferit nó nâng cao điện trở của pha này và làm giảm tổn thất dòng fucô, ngoài ra Si còn tác dụng tăng dộ từ thẩm và giảm lực khử từ, giá trị cảm ứng bão hoà lớn.
  - Hàm lượng Silic không nên vượt quá 4%, bởi lớn hơn nữa có thể làm thép quá giòn. (Tuy nhiên để làm lõi máy biên áp, stato máy điện có thể lấy hàm lượng Si ở giới hạn trên (3,8÷4,4%) bởi các chi tiết này làm việc ở chế độ tĩnh, ít bị biến động gây phá huỷ giòn.

## Chế tạo
Vật liệu này thường được sản xuất bằng phương pháp cán nguội thành dạng tấm có chiều dày nhỏ hơn 2mm. Khi cán với các loại thép có textua phải lưu ý phương cán trùng với đường trục của lõi máy biến áp để đảm bảo giảm tổn thất riêng.

## Ứng dụng
Thép silic được sử dụng rộng rãi trong ngành chế tạo máy điện, như các động cơ điện, máy biến áp...